# Ainu Times
Ainu Times är en tidskrift på ainuspråket som ges ut fyra gånger om året i Otaru på Hokkaido i Japan. Den började ges ut i mars 1997 av 1996 grundade "Ainugo-Pen-Kurabu" (Ainu Pen Club). Artiklarna skrivs med både speciella katakanatecken och latinska bokstäver i artiklarna. Sedan 2006 har den redigerats av gitarristen Hamada Takashi. Det är den enda tidskrift som ges ut på ainuspråket. Varje nummer har tolv sidor. Den ges också i en version på japanska, vilken publiceras tre månader efter ursprungsversionen.